# Лизарда

Лизарда на карте штата.

Лизарда (порт. Lizarda) — муниципалитет в Бразилии, входит в штат Токантинс. Составная часть мезорегиона Восточный Токантинс. Входит в экономико-статистический микрорегион Жалапан. Население составляет  3 725 человек на 2010 год. Занимает площадь 5 723,234 км². Плотность населения — 0,65 чел./км².
Праздник города —  11 ноября.

## История
Город основан 11 ноября 1953 года.

## Демография
Согласно сведениям, собранным в ходе переписи 2010 г. Национальным институтом географии и статистики (IBGE), население муниципалитета составляет:
| Полное население                               | Полное население                               | Полное население                               | Полное население                               | 3 725 |
| ---------------------------------------------- | ---------------------------------------------- | ---------------------------------------------- | ---------------------------------------------- | ----- |
| в том числе:                                   | Городское население                            | 2 583                                          | Процент городского населения, %                | 69,34 |
|                                                | Сельское население                             | 1 142                                          | Процент сельского населения, %                 | 30,66 |
|                                                | Мужское население                              | 2 007                                          | Процент мужского населения, %                  | 53,88 |
|                                                | Женское население                              | 1 718                                          | Процент женского населения, %                  | 46,12 |
| Плотность населения, чел/км²                   | Плотность населения, чел/км²                   | Плотность населения, чел/км²                   | Плотность населения, чел/км²                   | 0,65  |
| Население муниципалитета в % к населению штата | Население муниципалитета в % к населению штата | Население муниципалитета в % к населению штата | Население муниципалитета в % к населению штата | 0,27  |

По данным оценки 2016 года население муниципалитета составляет 3 796 жителей.

## Статистика
- Валовой внутренний продукт на 2003 составляет 5.618.535,00 реалов (данные: Бразильский институт географии и статистики).
- Валовой внутренний продукт на душу населения на 2003 составляет 1.545,68 реалов (данные: Бразильский институт географии и статистики).
- Индекс развития человеческого потенциала на 2000 составляет 0,634 (данные: Программа развития ООН).

## География
Климат местности: тропический. В соответствии с классификацией Кёппена, климат относится к категории lzd.

## Важнейшие населенные пункты
| № | Населённый пункт | Населённый пункт (порт.) | Категория | Население чел. (2010) | На карте                       |
| - | ---------------- | ------------------------ | --------- | --------------------- | ------------------------------ |
| 1 | Лизарда          | Lizarda                  | город     | 2 311                 | 9°35′53″ ю. ш. 46°40′36″ з. д. |
| 2 | Алту-Бониту      | Alto Bonito              | поселок   | 272                   | 9°12′24″ ю. ш. 47°03′04″ з. д. |